# Saint-Exupéry, Gironde

Saint-Exupéry este o comună în departamentul Gironde din sud-vestul Franței. În 2009 avea o populație de 159 de locuitori.

## Evoluția populației
| An        | 1975 | 1982 | 1990 | 1999 | 2006 | 2009 |
| --------- | ---- | ---- | ---- | ---- | ---- | ---- |
| Populație | 124  | 120  | 109  | 119  | 149  | 159  |